# Tarcenay-Foucherans
Tarcenay-Foucherans ist eine französische Gemeinde mit 1.498 Einwohnern (Stand 1. Januar 2022) im Département Doubs in der Region Bourgogne-Franche-Comté. Sie gehört zum Arrondissement Besançon und zum Kanton Ornans.
Sie entstand mit Wirkung vom 1. Januar 2019 als Commune nouvelle durch die Zusammenlegung der früher selbstständigen Gemeinden Tarcenay und Foucherans, denen in der neuen Gemeinde der Status einer Commune déléguée nicht zuerkannt wurde. Der Verwaltungssitz befindet sich im Ort Tarcenay.

## Gliederung
| Ortsteil                     | ehemaliger INSEE-Code | Fläche (km²) | Höhenlage (m) | Einwohnerzahl (2016) | Dichte (Einw. je km²) |
| ---------------------------- | --------------------- | ------------ | ------------- | -------------------- | --------------------- |
| Tarcenay (Verwaltungssitz)00 | 25558                 | 13,09        | 409–565       | 1015                 | 77,5                  |
| Foucherans                   | 25250                 | 10,95        | 350–570       | 0472                 | 43,1                  |

## Lage
Nachbargemeinden sind La Vèze im Nordwesten, Saône und Mamirolle im Norden, Trépot im Nordosten, Étalans mit Charbonnières-les-Sapins im Osten, Ornans im Südosten, Scey-Maisières im Süden, Malbrans im Südwesten und Les Monts-Ronds im Westen.